# Luehdorfia chinensis
Luehdorfia chinensis Leech, 1893, è un Lepidottero della famiglia Papilionidae, endemico della Cina.

## Biologia
La biologia e le caratteristiche genetiche di questa specie sono state analizzate in vari studi da Cui et al. (1992), Yuan et al. (1998), e da Yao et al. (1999).

### Alimentazione
Tra le piante ospiti delle larve di Luehdorfia chinensis sono note soltanto due specie di Aristolochiaceae (Chou, 1994; Makita et al., 2000; Chunsheng, 2001) ed in dettaglio:
- Asarum forbesii
- Asarum sieboldii

## Distribuzione e habitat
L'areale della specie comprende la Cina centro-orientale, grosso modo in corrispondenza delle province di Shaanxi, ed Henan (Chou, 1994).

## Tassonomia
Al momento sono note esclusivamente due sottospecie per questo taxon (Chou, 1994), anche se le ricerche in questo senso stanno continuando:
- Luehdorfia chinensis chinensis Leech, 1893 (loc. typ.: Chang-Yang, Monti Lu Shan, KiuKiang, Cina centrale)
- Luehdorfia chinensis leei Chou, 1994 (=huashanensis Lee, 1982) (loc. typ.: Shaanxi, Ningshan, Cina).